# Robert Megennis
Robert Megennis (New York, New York, 5 maart 2000) is een Amerikaans autocoureur.

## Carrière
Megennis begon zijn autosportcarrière in het karting op negenjarige leeftijd. In 2015 stapte hij over naar het formuleracing, waarin hij debuteerde in de F1600 Championship Series voor het Team Pelfrey. Hij behaalde acht podiumplaatsen, waarvan vijf op een rij, maar wist geen races te winnen. Met 521 punten eindigde hij op de achtste plaats in het kampioenschap.
In 2016 stapte Megennis over naar de U.S. F2000, waarin hij voor Pelfrey bleef rijden. Hij behaalde twee podiumplaatsen op het Stratencircuit Saint Petersburg en het Barber Motorsports Park en werd zo met 224 punten zesde in de eindstand. In 2017 bleef hij actief in het kampioenschap met Pelfrey en won hij de seizoensopener in Saint Petersburg. In de rest van het seizoen stond hij echter niet meer op het podium en eindigde zo opnieuw als zesde in het klassement met 173 punten. Aan het eind van dat jaar reed hij in de seizoensfinale van het Pro Mazda Championship voor Pelfrey, maar viel uit in de eerste race en kwam in de tweede race niet aan de start.
In het winterseizoen 2017-2018 nam Megennis deel aan de MRF Challenge in Azië. Zijn beste resultaten waren twee vierde plaatsen op het Dubai Autodrome en de Madras Motor Race Track, waardoor hij met 54 punten tiende werd in de eindstand. Toen hij terugkeerde in Amerika, maakte hij de fulltime overstap naar het Pro Mazda Championship, waarin hij overstapte naar het team Juncos Racing. Hij behaalde gedurende het seizoen zes podiumplaatsen op Saint Petersburg, de Lucas Oil Raceway, het Stratencircuit Toronto, de Mid-Ohio Sports Car Course (tweemaal) en de Gateway International Raceway, waardoor hij met 269 punten vijfde werd in de eindstand.
In 2019 maakt Megennis de overstap naar de Indy Lights, waarin hij uitkomt voor het team Andretti Autosport.